# 초탐정사건부: 레인 코드
《초탐정사건부: 레인 코드》는 스파이크 춘소프트와 투 쿄 게임스가 제작한 2023년 어드벤처 게임이다. 닌텐도 스위치 플랫폼으로 최초로 개발돼 2023년 6월 30일 출시됐다.
배경은 네온라이트가 비치는 비내리는 도시로, 주인공은 기억을 잃은 탐정 유마와 유령 시니가미이다. 3D 환경으로 된 도시를 탐색하며 증거와 증언을 모으는 것이 게임의 주요목표이다.
작가 코다카 카즈타카, 작곡가 타카다 마사후미, 원화가 코마츠자키 루이 등 《단간론파》 시리즈에 관여한 제작진이 참여했다.

## 개발 및 출시
《초탐정사건부》는 스파이크 춘소프트와 투 쿄 게임스의 공동개발 작품이다. 투 쿄 게임스는 2017년에 전 스파이크 춘소프트 직원들이 설립한 기업이다.

## 참조

### 주해
1. ↑  일본어: 超探偵事件簿 レインコード, 영어: Master Detective Archives: Rain Code